# Assemblée des six-comtés
L'Assemblée des six-comtés, parfois nommée Assemblée de Saint-Charles, est une assemblée d'environ 6 000 partisans du Parti patriote ayant eu lieu à Saint-Charles, au Bas-Canada, les 23 et 24 octobre 1837. Les « six comtés » font référence à Richelieu, Rouville, Saint-Hyacinthe, Chambly, Verchères et L'Acadie.
Présidée par Wolfred Nelson, elle est la plus célèbre des nombreuses assemblées populaires tenues cette année-là pour protester contre les 10 résolutions de Russell. C'est un événement précurseur de la Rébellion des Patriotes de 1837.

## Contexte

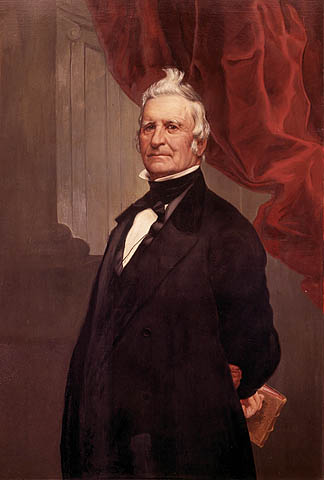
Louis-Joseph Papineau, chef du Parti patriote entre 1815 et 1838.

L'Acte constitutionnel de 1791, qui crée le Bas-Canada, met en place un régime parlementaire de type Westminster s'articulant autour de trois pouvoirs: la Couronne, représentée par le gouverneur de la colonie (et son Conseil exécutif) nommé par Londres et répondant au Bureau des colonies (Colonial Office), la Chambre d'assemblée, élue par le peuple (suffrage censitaire) et le Conseil législatif, nommé par le gouverneur et représentant l'aristocratie. Bien qu'elle soit élue, la Chambre d'assemblée (dont la majorité est francophone et catholique) voit son pouvoir et ses lois sévèrement limités par le gouverneur, par Londres et par le Conseil législatif.
Face à cette situation, la mise en place d'un Conseil législatif élu devient l'une des principales revendications des parlementaires à compter de 1833. À l'automne 1834, sous la houlette de Louis-Joseph Papineau, le Parti canadien («Parti patriote») remporte une écrasante majorité à la Chambre d'assemblée. En février, Papineau fait adopter par la Chambre les 92 résolutions, un document d'inspiration républicaine qui exige de la Grande-Bretagne des réformes démocratiques: une refonte du système gouvernemental (inspiré des États-Unis), un gouvernement responsable, le contrôle des dépenses publiques par l'Assemblée ou encore une stricte égalité de tous devant la loi.
Ces demandes sont en majeure partie refusées par le pouvoir britannique, qui y répond par le biais des 10 résolutions de Russell. Cette impasse politique suscite un vif émoi au sein des milieux réformistes, ce qui mène à des boycotts, un refus d'étudier de nouvelles législations, des démissions en masse de fonctionnaires sympathiques aux revendications patriotes (dont des juges de paix) et l'organisation de grandes assemblées de protestations entre mai et novembre 1837. Selon l'historien Gilles Laporte, ces dernières ont pour objectif de « désavouer publiquement le gouvernement colonial et d’en appeler à la création d’institutions parallèles issues du consentement des gouvernés ».

## Déroulement
L'Assemblée des six-comtés du 23 et 24 octobre 1837 est le plus important rassemblement patriote organisé cette année là. Elle est mise en place par « quelques-uns des plus turbulents chefs patriotes » : Wolfred Nelson, Cyrille-Hector-Octave Côté, Thomas Storrow Brown, Amury Girod. Comme lieu de rencontre, on choisit Saint-Charles, en Montérégie, car c'est un emplacement central pour les Patriotes de cinq comtés fédérés en associations: Richelieu, Saint-Hyacinthe, Rouville, Chambly et Verchères(le comté de L'Acadie est admis le jour même de l'assemblée, après en avoir fait la demande auprès des cinq autres comtés).

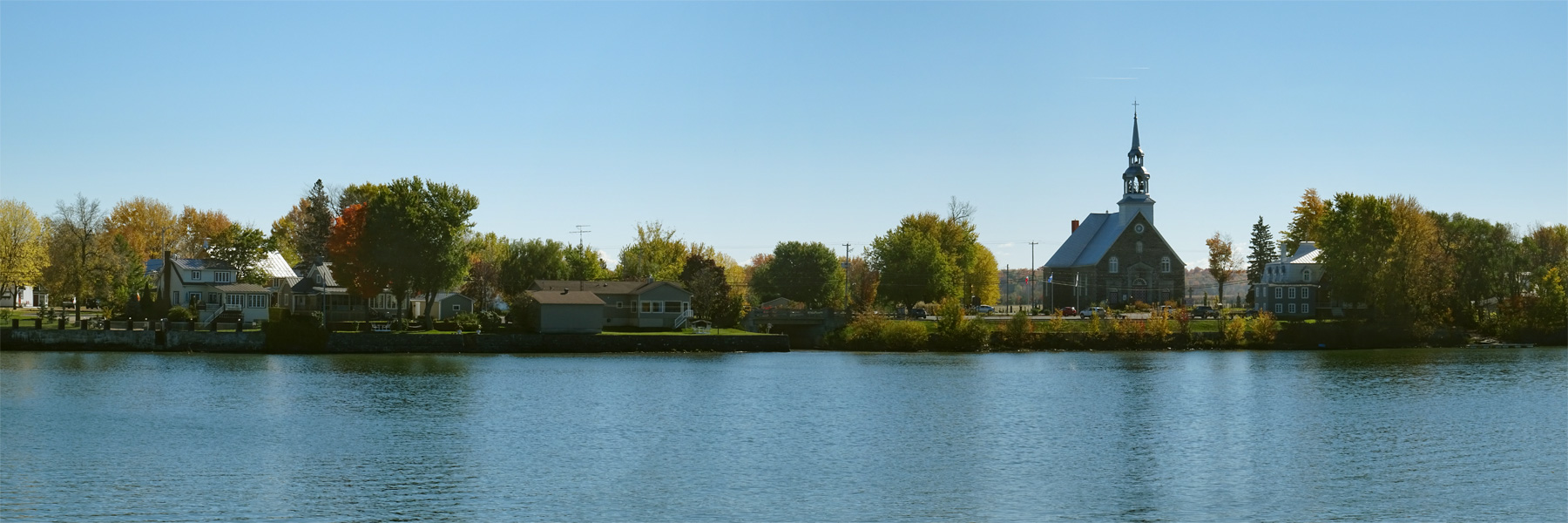
Saint-Charles-sur-Richelieu vue depuis Saint-Marc-sur-Richelieu.

Près de 5 000 personnes, dont 13 élus de la chambre, assistent à l'Assemblée présidée par Wolfred Nelson. La première journée du rassemblement, le 23 octobre, on accueille les associations patriotes. Une estrade est ensuite mise en place sur le pré du docteur François Chicou Duvert. À côté, on érige une colonne surmontée d'un bonnet phrygien, la Colonne de la Liberté et, sur une planche, on inscrit: « À Papineau, ses compatriotes reconnaissants, 1837 ». 

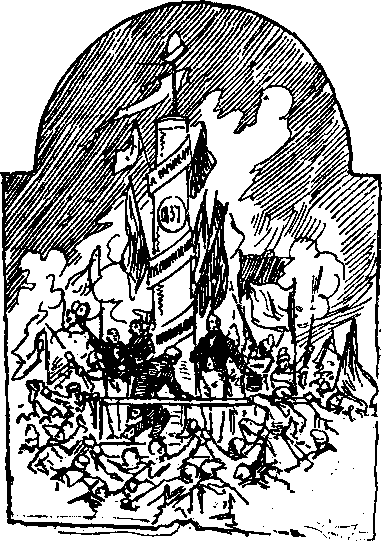
La Colonne de la Liberté, érigée dans le cadre de l'Assemblée des six-comtés.

Par la suite, Wolfred Nelson prend place sur le fauteuil présidentiel et nomme les vice-présidents de l'Assemblée, le docteur Duvert et le député de Verchères Joseph-Toussaint Drolet, ainsi que les secrétaires, Amury Girod et Jean-Baptiste Boucher-Belleville. Nelson prononce un discours d'ouverture particulièrement radical: après avoir critiqué les 10 résolutions de John Russel, il prône le fait de répondre à la violence par la violence:

« Le temps des discours est passé, c’est du plomb qu’il faut maintenant envoyer à nos ennemis. »

Il présente ensuite Louis-Joseph Papineau, premier orateur de la journée du 23 octobre. Ce dernier est acclamé par une foule en liesse, qui le considère comme un héros national. Plutôt que de le galvaniser, l'accueil populaire trouble Papineau. Plus modéré que Nelson, il considère que le président est allé trop loin dans son discours et s'inquiète d'une potentielle radicalisation du mouvement. Papineau avait reconnu des « têtes turbulentes » dans la foule et craint que les choses ne prennent une tournure violente. Dans son discours, Papineau dénonce les ministres, le gouvernement, l'oligarchie, les Conseils et les bureaucrates, mais, en termes de moyens d'action, il prône le boycott économique plutôt que le recours aux armes.
Wolfred Nelson ne tarde pas à signaler sa désapprobation. Répondant à Papineau, il insiste une fois de plus sur la nécessité de radicaliser le mouvement : « Et bien moi je diverge d’opinion avec M. Papineau et je crois que le temps est venu de fondre nos plats d’étain pour en faire des balles ! ». Après les discours de Denis-Benjamin Viger (membre du Conseil législatif), Louis Lacoste (député de Chambly) et Édouard-Étienne Rodier (député de L'Assomption), Cyrille-Hector-Octave Côté, député de L'Acadie, surenchérit sur les propos de Nelson par le biais d'un discours particulièrement violent.
Côté galvanise l'auditoire au point où le discours d'Édouard Mailhot, en faveur de la modération de Papineau, est interrompu par la foule. Finalement, Thomas Storrow Brown et Amury Girod concluent la série de discours avec des interventions qui vont dans le sens de Nelson. Les discours se concluent donc sur un « dilemme » et un contraste entre l'approche de Papineau et les membres les plus radicaux du mouvement patriote.

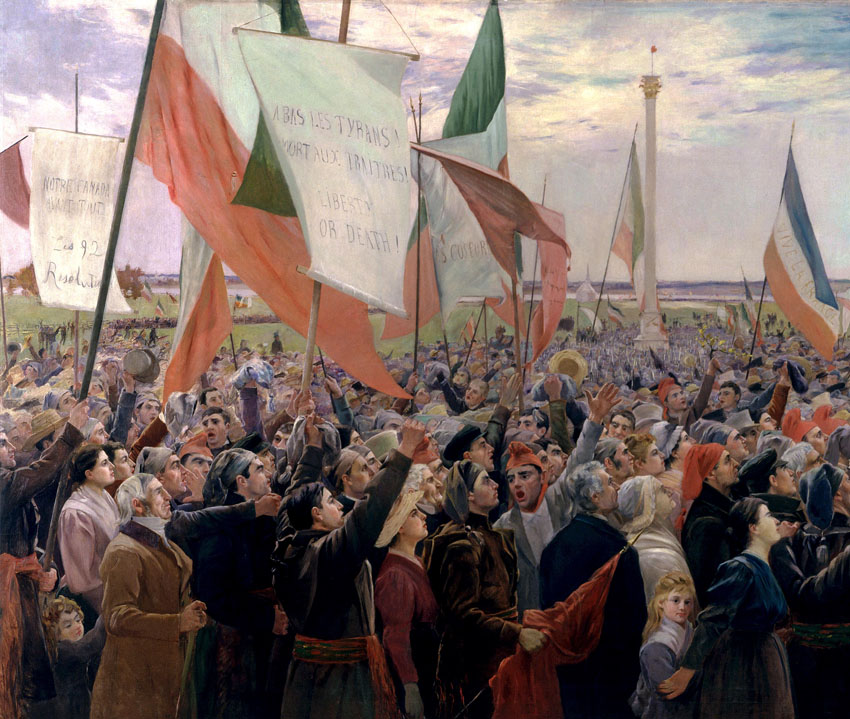
Patriotes à l'Assemblée des six-comtés.

Après les discours, l'Assemblée met de l'avant 13 résolutions préparées par les délégués de divers comtés bas-canadiens. Ces résolutions proclament notamment les droits de l'homme, dénoncent les Conseils législatif et exécutif du Bas-Canada et approuvent la Société des Fils de la Liberté (organisation paramilitaire) dans une perspective de défense. Malgré la radicalité des discours tenus durant l'Assemblée, les 13 résolutions de Saint-Charles vont dans le sens de Papineau et n'encouragent pas l'usage de la force.
La seconde journée de l'Assemblée, le 24 octobre, est dédiée à l'adoption d'une Adresse de la Confédération des six-comtés au peuple du Bas-Canada et se termine par l'annonce d'une assemblée constituante qui viserait à rédiger une nouvelle constitution.

## Conséquences

### Pour le mouvement patriote

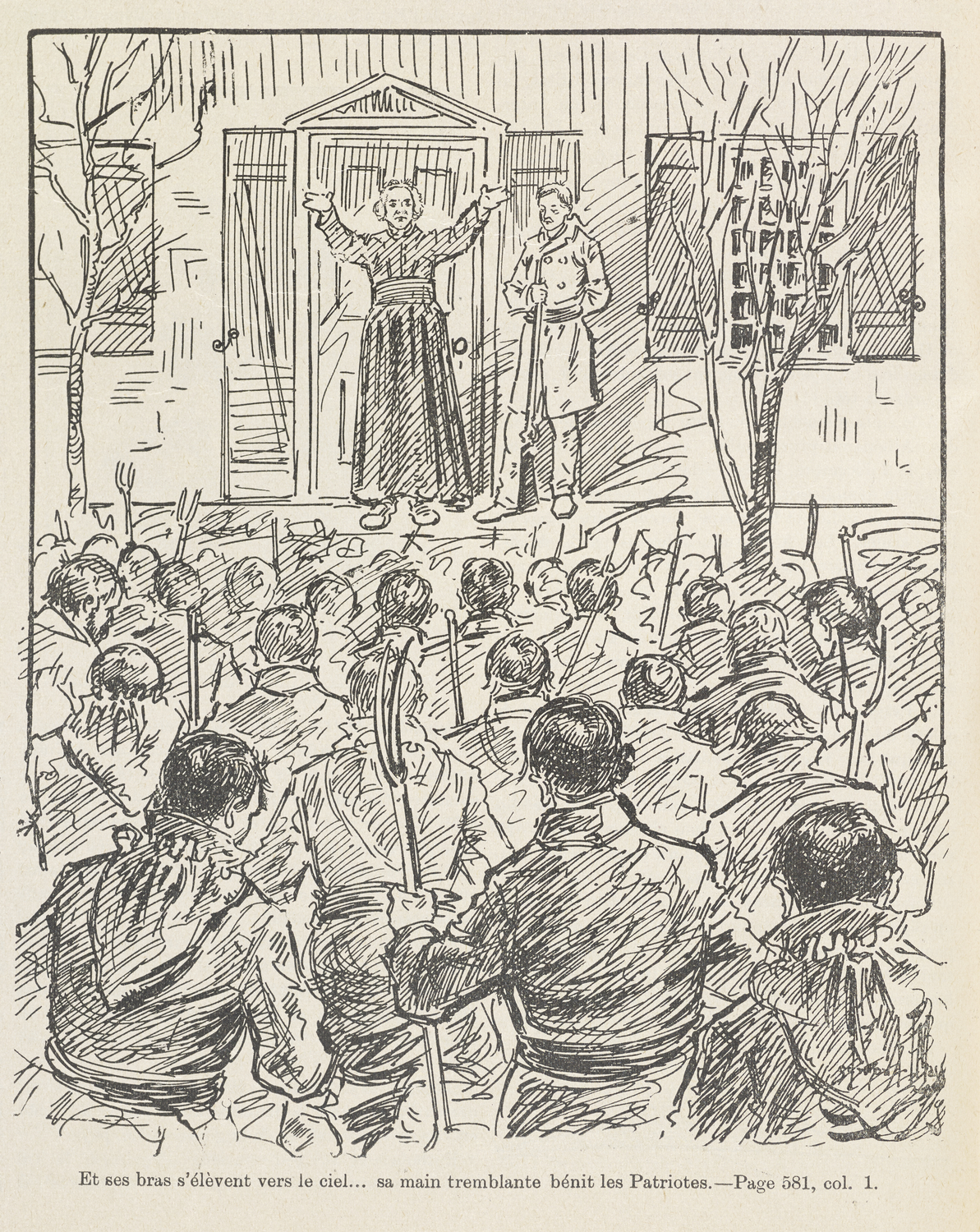
Prêtre bénissant un groupe de Patriotes de 1837-1838. Titre original : « Et ses bras s'élevèrent vers le ciel... sa main tremblante bénit les Patriotes ».

L'Assemblée des six-comtés a un retentissement majeur à travers le Bas-Canada et est critique pour la suite du mouvement patriote. Pour Gilles Laporte, les Patriotes en sortent divisés, partagés entre les modérés et les radicaux. Selon Filteau, ces derniers redoublent d'ardeur après le rassemblement de Saint-Charles et la frange plus modérée du mouvement peine à contenir leurs élans révolutionnaires. Le Bas-Canada est alors en ébullition et les journaux montréalais publient de violents éditoriaux. Dans les rues, les Fils de la Liberté s'organisent et des bagarres éclatent entre Patriotes et opposants. À la tête du mouvement, des leaders comme Papineau et Viger tentent de modérer leurs partisans, sans grand succès.

### Réactions de l'opposition
Il faut d'abord rappeler qu'au milieu des années 1830, l'opposition aux Patriotes s'organisait également. Dès 1834, année des 92 résolutions, des « associations constitutionnelles » ayant pour objectif de défendre la constitution de 1791 se mettent en place: la St George's Society, la St. Andrew's Society, la St. Patrick's Society ou encore la German's Society. En janvier 1835, ces sociétés se rallient sous la bannière de la Constitutionnal Association. Au moment de l'Assemblée de Saint-Charles, à l'automne 1837, cette dernière s'active. Sous la présidence de Peter McGill et de John Molson, la Constitutional Association se réunit au marché Sainte-Anne pour demander à l'armée d'intervenir contre les Patriotes.
Le 6 novembre, après un affrontement avec les Fils de la Liberté sur la Place d'Armes, le Doric Club, un groupe paramilitaire loyaliste, s'attaque à la maison de Louis-Joseph Papineau, fracassant les vitres de la façade. C'est pour cette raison que l'historien Gilles Laporte parle de « double soulèvement ». Le clergé canadien ne tarde pas non-plus à réagir. Le lendemain de l'Assemblée des six-comtés, Jean-Jacques Lartigue, évêque de Montréal, publie un mandement qui rappelle qu'il ne faut jamais se rebeller contre l' «autorité légitime». Quant aux autorités britanniques, elles émettent des mandats d'arrêt visant 26 chefs patriotes le 16 novembre, deux semaines après le rassemblement de Saint-Charles.

## Interprétations historiographiques
Un consensus existe parmi les historiens quant au fait que l'Assemblée des six-comtés fut un événement précurseur de la Rébellion des Patriotes. Pour Gilles Laporte, les historiens sont plutôt d'accord quant au fait que l'Assemblée de Saint-Charles est symptomatique de la radicalisation du mouvement patriote :
« À propos de cette fatidique journée du 23 octobre 1837 les historiens s’entendent à peu près. Pour Laurent-Olivier David, le terme patriote ne désigne désormais non plus les membres d’un simple parti politique mais celui qui choisit de s’engager dans la lutte armée. Pour Garneau c’est le moment où la lutte politique se mue en appel aux armes. Pour Filteau c’est une catastrophe tandis que les patriotes tournent le dos à l’action constitutionnelle et modérée et rendent l’initiative aux plus radicaux. Pour Allan Greer enfin c’est le moment où les bourgeois patriotes tendent la main aux masses rurales plus radicales. En somme, l’Assemblée des six comtés représente bien un point tournant : quand un parti politique entreprend, vaille que vaille, de se muer en une machine de guerre. »

## Dans la culture populaire

### Bande dessinée
- Une bande-dessinée animée a été produite en 2012 par la Société St-Jean-Baptiste Richelieu-Yamaska en collaboration avec Kaméléon Productions. Réalisé par François Forget, ce court-métrage d'une durée de 28 minutes présente aux spectateurs les grandes lignes de l'assemblée, le tout dans une histoire fictive. Le film est présenté au Festival de Cannes en mai 2013.

### Peinture
- Charles Alexander Smith, L'Assemblée des six comtés à Saint-Charles-sur-Richelieu en 1837, 1891, huile sur toile, 300,8 × 691,3 cm, Musée national des beaux-arts du Québec, Québec[17].

#### Ouvrages
- Jean-Paul Bernard, Assemblées publiques, résolutions et déclarations de 1837-1838, Montréal, VLB Éditeur, 1988, 304 p.
- Gérard Filteau, Histoire des Patriotes, Québec, Éditions du Septentrion, 2003, 628 p. (ISBN 978-2-89448-341-1)
- Gilles Laporte, « 23 octobre 1837 - L'assemblée des Six Comtés: du Parti patriote à la rébellion », dans Dix journées qui ont fait le Québec, Montréal, Éditions Typo, 2020, p. 137-168

#### Articles
- Mario Béland, « Un destin inachevé : L’assemblée des six comtés de Charles Alexander Smith », Cap-aux-Diamants,‎ no 30, 1992, p. 30-33 (lire en ligne)
- Maurice Champagne, « L'Assemblée des six comtés », Bulletin de la bibliothèque de l'Assemblée nationale,‎ volume 24, numéro 1, avril 1995, p. 3-5 (p. 3-5)
- Gaston Deschênes, « Députés et patriotes », Cap-aux-Diamant,‎ numéro 30, été 1992, p. 18–21 (ISSN 1923-0923, lire en ligne)
- Christian Desjardins, « 23 et 24 octobre 1837 - L'Assemblée des Six-Comtés à Saint-Charles », Les Patriotes de 1837@1838,‎ 10 mars 2000 (lire en ligne)
- Gilles Laporte, « Le 23 octobre 1837 — L’Assemblée des Six Comtés : du Parti patriote à la rébellion », Fondation Lionel-Groulx,‎ 25 septembre 2012 (lire en ligne)